# Turmalinea
Turmalinea is een geslacht van schimmels behorend tot de familie Boletaceae. De typesoort is Turmalinea persicina.

## Soorten
Volgens Index Fungorum telt het geslacht vier soorten (peildatum oktober 2020):
| Soortnaam              | Auteur(s)         | Publicatiejaar |
| ---------------------- | ----------------- | -------------- |
| Turmalinea chrysocarpa | Orihara & Z.W. Ge | 2015           |
| Turmalinea mesomorpha  | Orihara           | 2015           |
| Turmalinea persicina   | Orihara           | 2015           |
| Turmalinea yuwanensis  | Orihara           | 2015           |